# Sarah-Jane Redmond
Sarah-Jane Redmond, née en 1962 à Chypre, est une actrice britannico-canado-chypriote.

## Biographie
Son père est un ancien officier dans la Royal Air Force. Elle passe une partie de son enfance en Angleterre avant de s'installer au Canada. 
Elle étudie la danse et l'art dramatique à Toronto. Elle obtient son premier rôle dans la série X-Files.  

## Filmographie
- 1995 : X-Files : Aux frontières du réel
- 1998 : Poltergeist : Les Aventuriers du surnaturel
- 1998 : Cold Squad, brigade spéciale
- 1999 : Strange World
- 1999 : Millennium - 6 épisodes : Lucy Butler
- 1999 : The Outer Limits
- 2000 : Call of the Wild - épisode : Molly Brown - Molly Brown
- 2000 : Nothing Too Good for a Cowboy
- 2000 : Harsh Realm
- 2000 : Suspicious River
- 2000 : Dark Angel - 2 épisode : Un autre monde : 1re partie et 2e partie : Lauren Braganza
- 2001 : Camouflage
- 2001 : See Spot Run
- 2002 : Dead in a Heartbeat
- 2002 : Breaking News
- 2002 : Taken
- 2003 : The Invitation
- 2003 : Les Aventuriers des mondes fantastiques (A Wrinkle in Time)
- 2003 : Andromeda - 2 épisodes : Jane Rollins
- 2003 : Alienated
- 2004 : Karroll's Christmas
- 2005 : Da Vinci's Inquest
- 2005 : The Collector - épisode : The Comic : Judy
- 2005 : Chasing Christmas
- 2005 : The Accidental Witness
- 2005 : Da Vinci's City Hall
- 2009 : Petits meurtres entre voisins (The Building) : Jules Wilde
- 2015 : Une rentrée qui tourne mal (Sorority Murder) (Téléfilm) : Melissa Taylor
- 2015 : iZombie : Jackie
- 2018 : Les Nouvelles Aventures de Sabrina : Mme Kemper
- 2020 : Le lycée des secrets (Undercover Cheerleader) (Téléfilm) : Coach Dot
- 2023 : La Chute de la Maison Usher : Mme Longfellow